# Xaropinho
Xaropinho é um personagem na forma de boneco do Programa do Ratinho, apresentado por Ratinho, no SBT, com quem o mesmo contracena. Um rato antropomórfico, o personagem é interpretado pelo humorista Eduardo Mascarenhas, que também é pastor evangélico da Comunidade Viva em Cristo, de Bragança Paulista.  As principais características do personagem são o bom humor e capacidade de fazer piada com tudo e com todos. Também é conhecido pelo bordão: "Rapaaaz!".
Xaropinho surgiu em 1997, através de um projeto de Eduardo e Ratinho, com o objetivo de implantar um boneco no programa do apresentador. Sua primeira aparição na TV foi no programa Ratinho Livre, da RecordTV, exibido entre setembro de 1997 e agosto de 1998. O personagem tem inspiração em Dudu Xaropinho, um personagem criado por Gilson Sodré que contracenava com Ratinho em seu programa de rádio. Originalmente Xaropinho usava um bigode igual ao de Ratinho, que acabaria removido depois que uma pesquisa indicou que as crianças não gostavam.
Em 2010, foi lançado filme As Crônicas de Xaropinho.
Em 2013, Eduardo Mascarenhas apareceu pela primeira vez em rede nacional durante o especial de 15 anos do Programa do Ratinho.
Desde 2016, Xaropinho tem uma banda de rock com músicas voltadas ao público infantil, a Banda do Xaropinho.
Em 2021, foi lançado o Xaropinho Kids para o público infantil.

## Discografia
Em 1998, Xaropinho lançou o CD de estreia, intitulado Xaropinho.
| #  | Nome da Faixa Musical | Duração |
| -- | --------------------- | ------- |
| 01 | Dança Do Xaropinho    | 2:55    |
| 02 | A Cobra Vai Fumar     | 2:39    |
| 03 | Eu Quero Me Casar     | 2:53    |
| 04 | O Lôco Meu            | 3:30    |
| 05 | O Sol                 | 3:22    |
| 06 | O Rock Do Boneco      | 2:42    |
| 07 | A Pulga               | 3:06    |
| 08 | Brincar De Índio      | 3:31    |
| 09 | Gato Na Tuba          | 2:51    |
| 10 | Roupa De Mocinha      | 2:49    |
| 11 | Parabéns A Você       | 2:02    |

No ano seguinte, em 1999 lança seu segundo CD, intitulado Tunico e Xaropinho . em parceria com o seu colega Tunico.
| #  | Nome da Faixa Musical                          | Duração |
| -- | ---------------------------------------------- | ------- |
| 01 | Introdução                                     |         |
| 02 | Bate Bum Bum                                   |         |
| 03 | Tique Tique Nervoso                            |         |
| 04 | Pula Rebola                                    |         |
| 05 | Vem Dançar Com O Xaropinho                     |         |
| 06 | Quatro Bolachinhas                             |         |
| 07 | Esse Meu Patrão                                |         |
| 08 | Todas As Crianças Do Mundo                     |         |
| 09 | Crescendo Sem Parar                            |         |
| 10 | Homenzinho Torto                               |         |
| 11 | Pulga Louca                                    |         |
| 12 | A Dança Da Perereca                            |         |
| 13 | É Só Alegria                                   |         |
| 14 | Mambo Jungle                                   |         |
| 15 | A História Do Repente Entre Tunico E Xaropinho |         |
| 16 | Encerramento                                   |         |